# SsangYong Actyon
SsangYong Actyon – samochód osobowy typu SUV Coupé klasy kompaktowej produkowany pod południowokoreańską marką SsangYong w latach 2005–2017.

## Historia i opis modelu

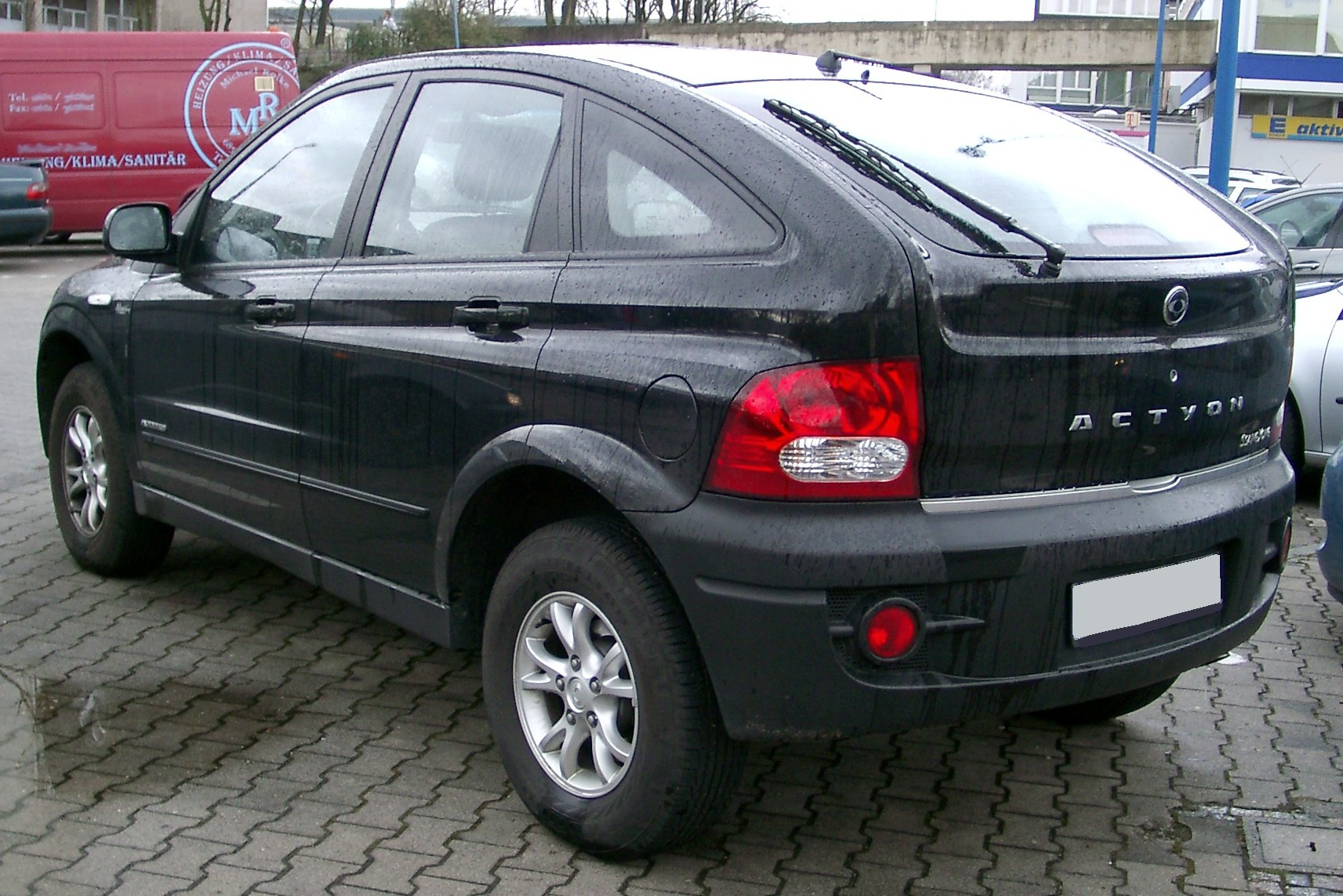
SsangYong Actyon - tył

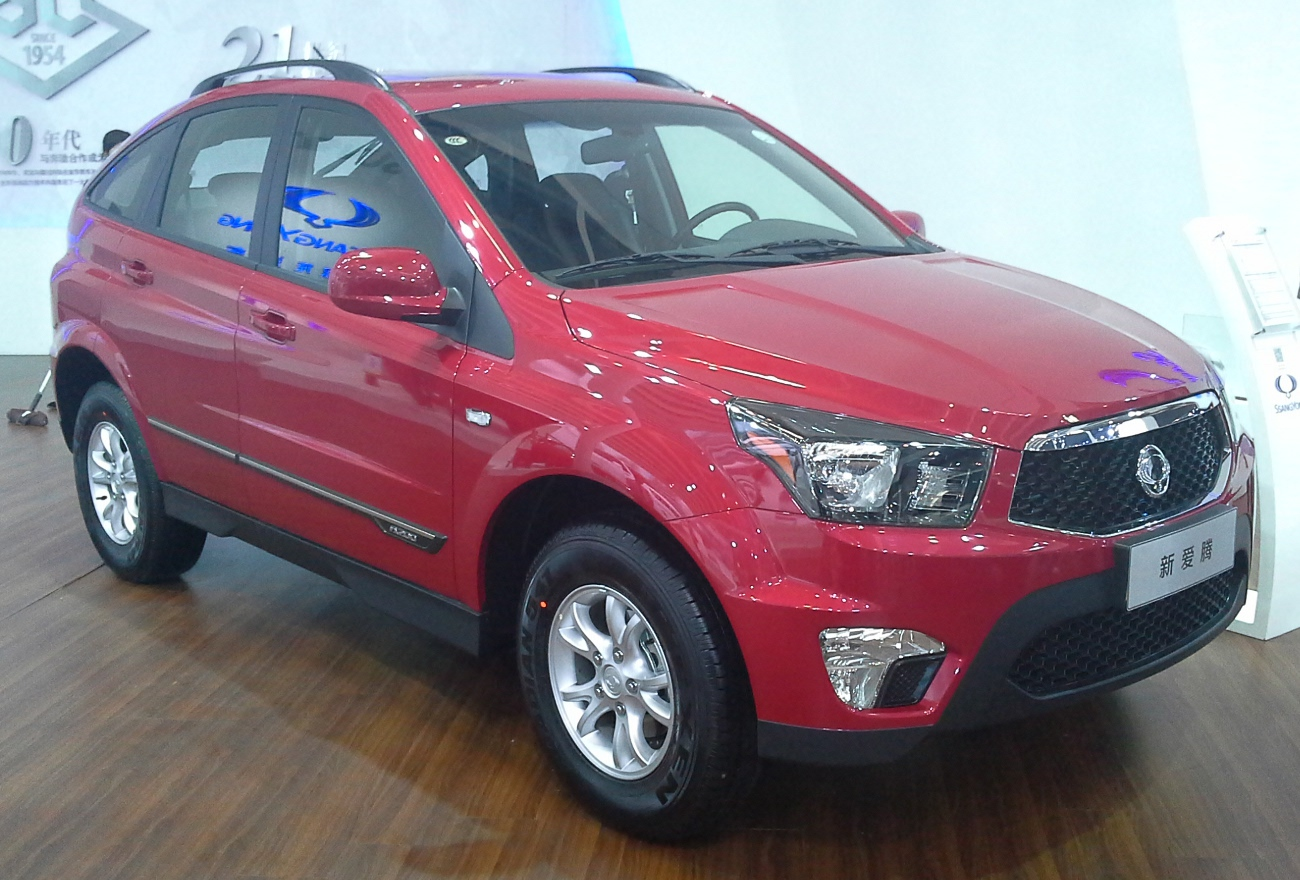
azjatycki SsangYong Actyon po liftingu

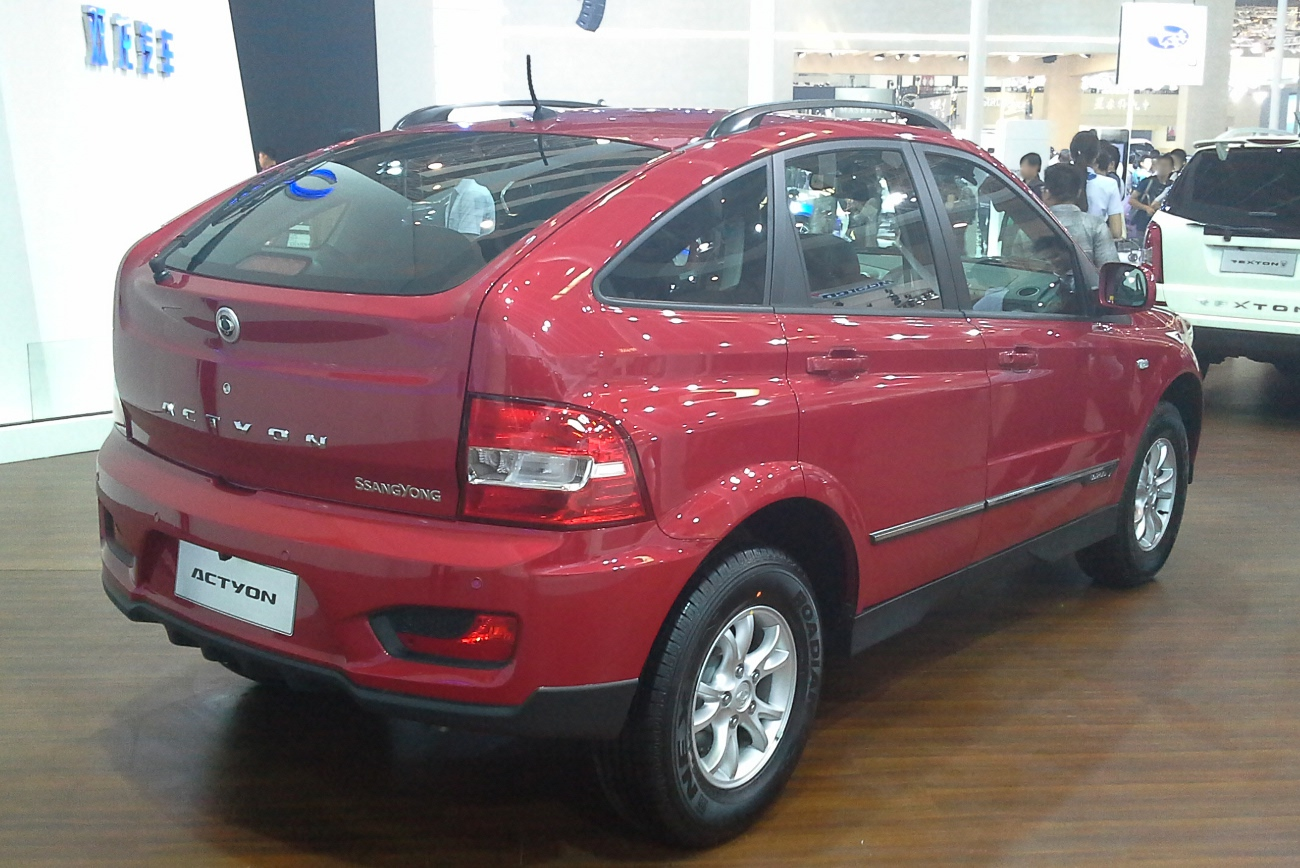
azjatycki SsangYong Actyon - tył po liftingu

SsangYong Actyon pojawił się w ofercie producenta w listopadzie 2005 roku jako następca przestarzałego modelu Korando i zarazem element ofensywy modelowej po przejęciu przez chiński koncern SAIC, który zapewnił finansowanie na modernizację oferty. Pod kątem technicznym Actyon był identyczny względem debiutującego równolegle, większego modelu Kyron.
Actyon utrzymano w kompaktowych wymiarach, wyróżniając się awangardową stylistyką nadwozia. Pas przedni wyróżniał wlot powietrza w kształcie litery U i trójkątne, ostro zarysowane reflektory, z kolei tylna część nadwozia uzyskała nietypową, łagodnie opadającą linię dachu w stylu coupe, będąc prekursorem tego typu proporcji wśród samochodów typu SUV.

### Lifting
W listopadzie 2013 roku Actyon przeszedł obszerny facelifting. Odświeżony SsangYong Actyon otrzymał identyczny wobec zmodernizowanej rok wcześniej odmiany Actyon Sports przeprojektowany pas przedni, nowe listwy progowe i relingi dachowe.
Ponadto, pojawiły się też zmienione nadkola oraz nową paletę felg aluminiowych. We wnętrzu pojawiły się nowe materiały wykończeniowe, a także zaktualizowane wyposażenie.
Jako że w Europie Actyona zastąpiła trzecia generacja przedstawionego w 2010 roku modelu Korando, restylizacja objęła tylko rynki azjatyckie. Dodatkowo, w Kazachstanie samochód zmienił nazwę na SsangYong Nomad.

### Silniki
- R4 2.3l 150 KM
- R4 2.0l 141 KM Diesel

### SsangYong Actyon Sports

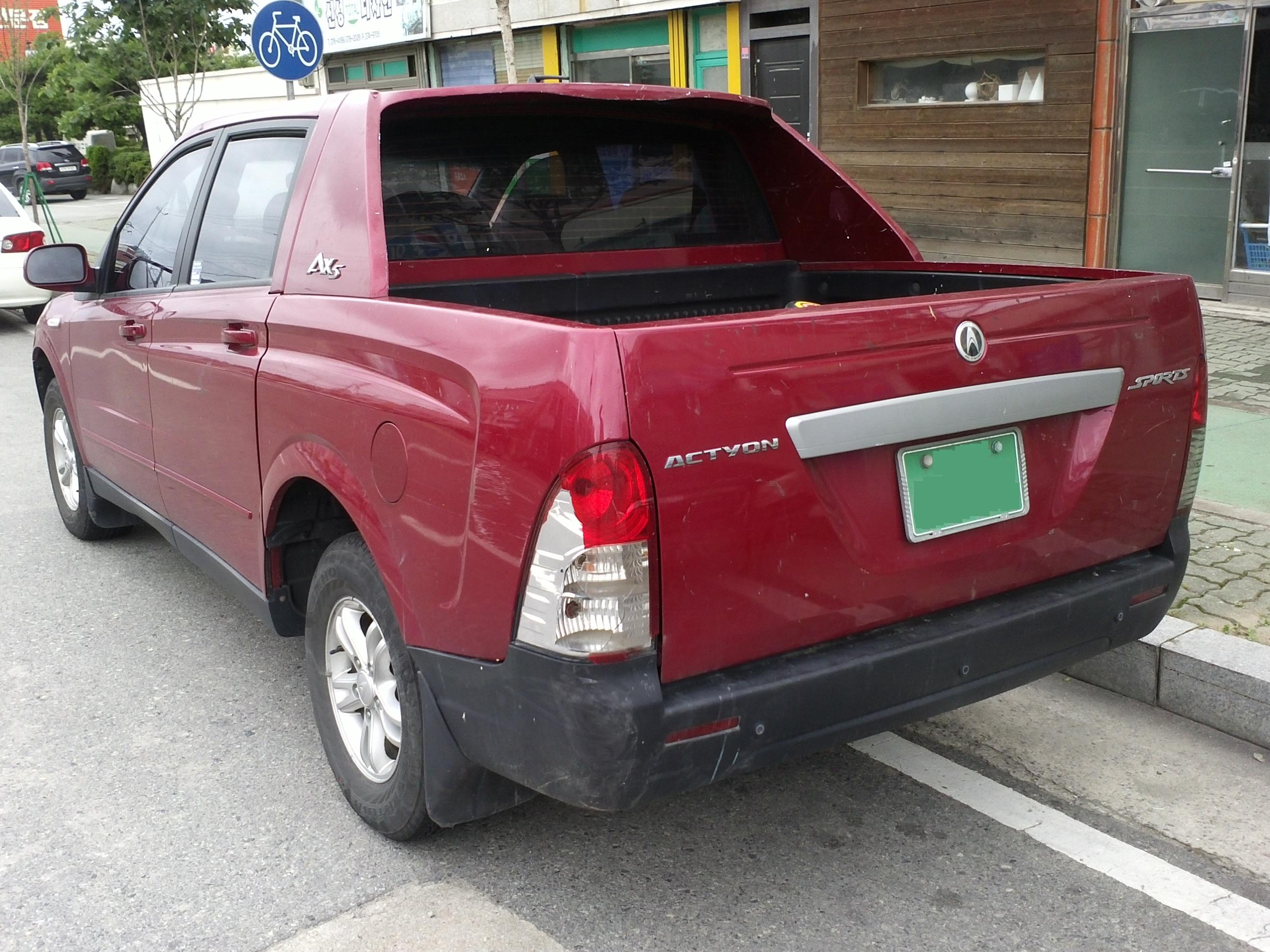
SsangYong Actyon Sports - tył

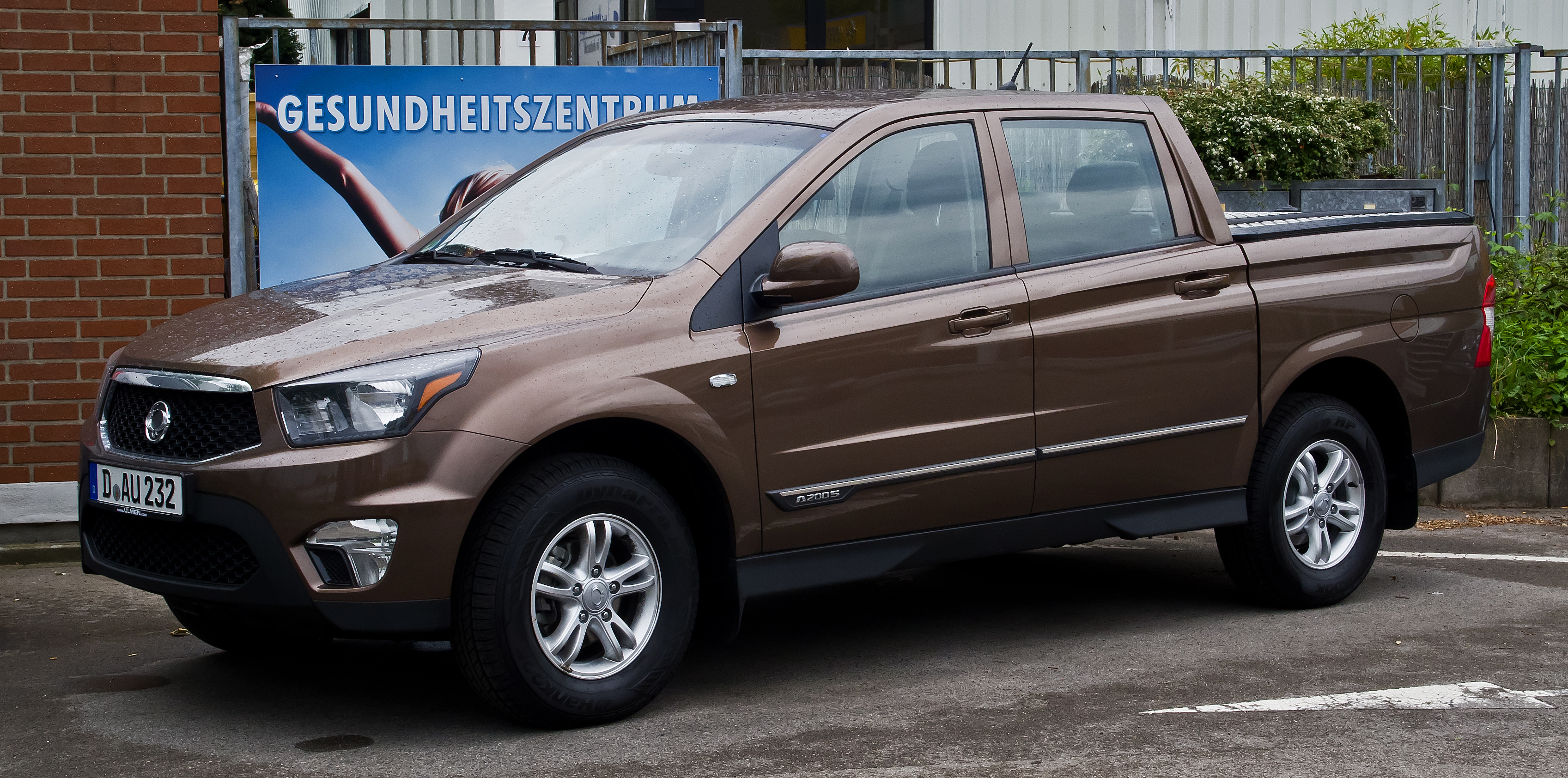
SsangYong Actyon Sports po liftingu

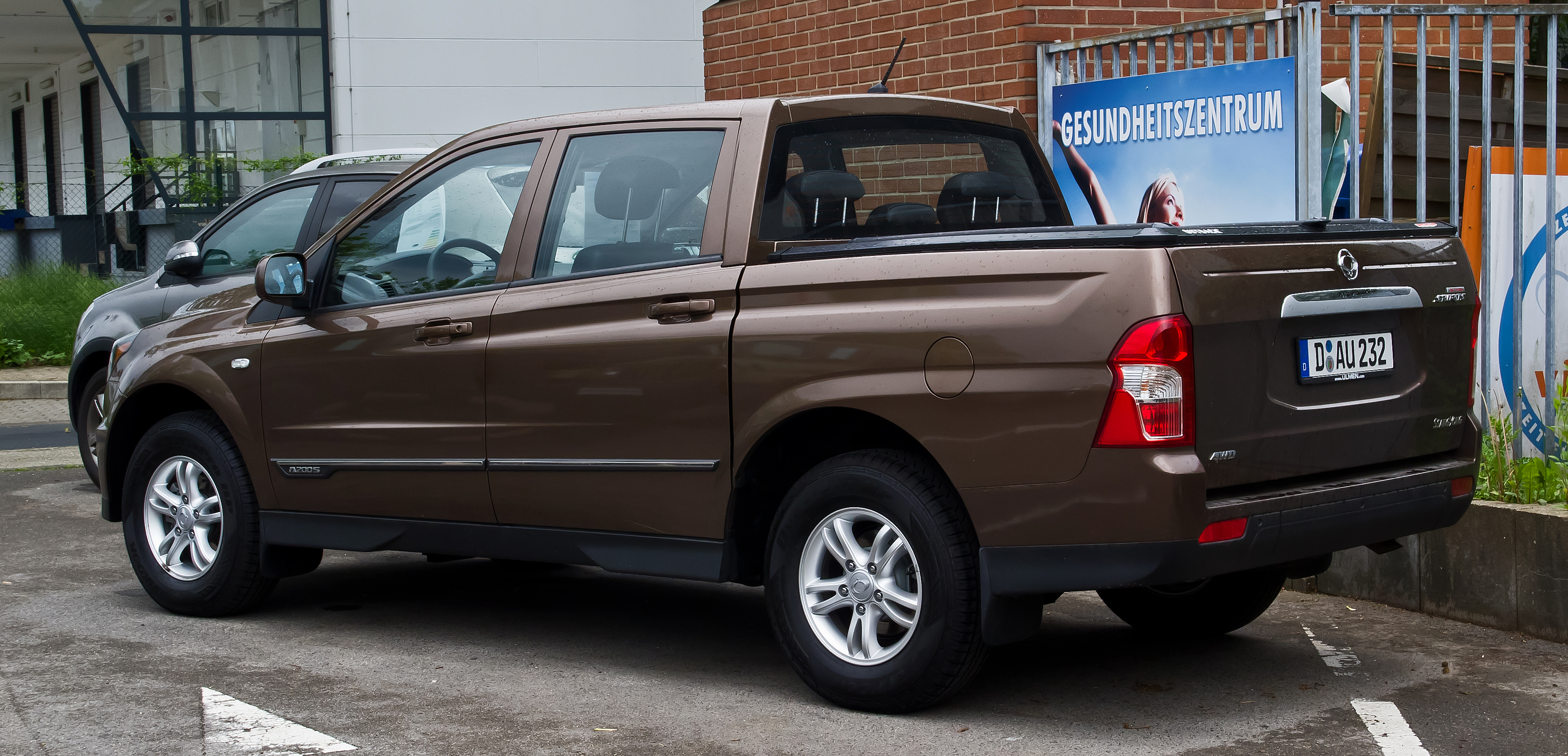
SsangYong Actyon Sports - tył po liftingu

SsangYong Actyon Sports został zaprezentowany po raz pierwszy w 2006 roku.
Rok po debiucie Actyona, SsangYong przedstawił skonstruowaną na jego bazie odmianę pickup, która w dotychczasowej ofercie producenta zastąpiła model Musso Sports.
Samochód przyjął postać czterodrzwiową, odróżniając się od podstawowego Actyona innym zagospodarowaniem nadwozia za drugim rzędem siedzeń. Dłuższe nadwozie składało się z przedziału transportowego, który zapewnia ładowność 777-828 kg.

### Lifting
SsangYong Actyon Sports przeszedł gruntowną modernizację nadwozia w 2012 roku, zyskując bardziej konwencjonalną stylistykę. Pojawiły się wyżej osadzone reflektory, a także podłużna, trapezoidalna atrapa chłodnicy. Zmienił się kształt tylnych lamp, który zyskały zygzakowate krawędzie.
Samochód po restylizacji zmienił nazwę na rynku południowokoreańskim i brytyjskim, gdzie nazywał się odpowiednio jako SsangYong Korando Sports oraz SsangYong Musso.

### Silniki
- R4 2.3l 150 KM
- R4 2.0l 141 KM Diesel